# Lech Garlicki
Lech (Leszek) Garlicki (ur. 23 sierpnia 1946 w Warszawie) – polski prawnik, specjalista w dziedzinie prawa konstytucyjnego, profesor nauk prawnych, sędzia Trybunału Konstytucyjnego (1993–2001) i Europejskiego Trybunału Praw Człowieka (2002–2012).

## Życiorys
Syn Stanisława Garlickiego i brat Andrzeja Garlickiego. W 1968 ukończył studia na Wydziale Prawa i Administracji Uniwersytetu Warszawskiego. W 1973 obronił tamże pracę doktorską, a w 1978 rozprawę habilitacyjną. W 1987 został profesorem nauk prawnych, stając się najmłodszym wówczas w Polsce profesorem w tej dziedzinie. Jako naukowiec od października 1969 do września 2016 związany był z Uniwersytetem Warszawskim, pracując na stanowisku profesora zwyczajnego. W latach 1981–1987 zajmował stanowisko dyrektora Instytutu Nauk o Państwie i Prawie na tej uczelni, od 1987 do 1989 kierował Zakładem Prawa Konstytucyjnego. Prowadził wykłady także na uniwersytetach w Stanach Zjednoczonych, RFN, Francji i Japonii (takich jak Uniwersytet Telawiwski, University of Hong Kong, New York University, Uniwersytet Yale). W latach 1980–1993 praktykował równocześnie jako adwokat.
W latach 80. brał udział w pracach nad projektami ustawy o Trybunale Konstytucyjnym i ustawy o Rzeczniku Praw Obywatelskich, uczestniczył jako ekspert w pracach Okrągłego Stołu.
W 1993 Sejm Rzeczypospolitej Polskiej wybrał go na członka Trybunału Konstytucyjnego. Jego kadencja upłynęła w 2001. Dwukrotnie był członkiem Rady Legislacyjnej działającej przy prezesie Rady Ministrów (1987–1992 i w 2002). W latach 2001–2002 pełnił funkcję prezesa zarządu Polskiego Towarzystwa Prawa Konstytucyjnego. Został też członkiem założycielem Europejskiego Instytutu Prawa oraz członkiem Międzynarodowego Stowarzyszenia Prawa Konstytucyjnego i wiceprzewodniczącym Sekcji Polskiej tej organizacji, a także członkiem redakcji prawniczych periodyków (takich jak „Państwo i Prawo”, „Przegląd Sejmowy”, „Przegląd Sądowy” i inne). 26 czerwca 2002 podjął obowiązki sędziego Europejskiego Trybunału Praw Człowieka. 4 listopada 2011 został przewodniczącym IV Sekcji ETPC. Kadencję w ETPC zakończył w 2012. Następnie był wykładowcą Washington University in St. Louis.
Autor ponad 500 publikacji (2017), w tym ponad 150 w językach obcych. Włada biegle językami: angielskim, rosyjskim, francuskim i niemieckim.

## Wybrane publikacje
- Sąd Najwyższy Stanów Zjednoczonych Ameryki: konstytucja – polityka – prawa obywatelskie, Ossolineum, Wrocław 1982.
- Ewolucja polskiego prawa państwowego w latach 1980–1982 (naczelne organy państwowe), IOZiDK, Warszawa 1983.
- Ustrój polityczny Republiki Federalnej Niemiec, Krajowa Agencja Wydawnicza, Warszawa 1985.
- Sądownictwo konstytucyjne w Europie Zachodniej, PWN, Warszawa 1987.
- Trybunał Konstytucyjny. Ustawa o Trybunale Konstytucyjnym. Komentarz (współautor), Wyd. Sejmowe, Warszawa 1996.
- Polskie prawo konstytucyjne. Zarys wykładu, Liber, Warszawa 1997 (wielokrotnie wznawiane).
- Konstytucja Rzeczypospolitej Polskiej. Komentarz (redaktor i współautor), Wyd. Sejmowe, Warszawa 1999 (wielokrotnie wznawiane).

## Odznaczenia i wyróżnienia
- Krzyż Komandorski Orderu Odrodzenia Polski (2001)[11]
- Odznaka Honorowa „Bene Merito” (2013)[12]
- Tytuł doktora honoris causa Uniwersytetu Gdańskiego (2017)[7][13]